# KAMEN RIDER Anniversary Collaboration Project 改造〜Covers〜
『KAMEN RIDER Anniversary Collaboration Project 改造〜Covers〜』（カメンライダー・アニバーサリー・コラボレーション・プロジェクト・かいぞう・カバーズ）は、2015年9月9日に発売されたRIDER CHIPSのカバーアルバム。バンドの15周年記念アルバムでもある。

## 解説
- RIDER CHIPSの15周年記念アルバム。
- レッツゴー!! ライダーキック （仮面ライダー1号、1971）からSURPRISE-DRIVE（仮面ライダードライブ、2014）まで、歴代全ての仮面ライダー主題歌をカバーする企画のアルバムで、年代順に収録。
- CD発売に先駆けて、26曲中24曲は先行配信もされた。
- 「仮面ライダードライブ」の商品に分類される[2]。
- AVCD-93267-8（2枚組CD）
- 限定盤。連動応募特典応募券、ジャケット・デザインステッカー(1枚)封入[3]

## 収録曲
全ての曲名の後ろ「(RIDER CHIPS Ver.)」を省略して記載。

### DISC１
昭和ライダーSIDE 全10曲
1. レッツゴー!! ライダーキック  (仮面ライダー)
2. 戦え!仮面ライダーV3   (仮面ライダーV3)
3. セタップ!仮面ライダーX  (仮面ライダーX)
4. アマゾンライダーここにあり  (仮面ライダーアマゾン)
5. 仮面ライダーストロンガーのうた  (仮面ライダーストロンガー)
6. 燃えろ!仮面ライダー  (仮面ライダー(スカイライダー))
7. 仮面ライダースーパー1  (仮面ライダースーパー1)
8. ドラゴン・ロード  (仮面ライダーZX)
9. 仮面ライダーBLACK  (仮面ライダーBLACK)
10. 仮面ライダーBLACK RX  (仮面ライダーBLACK RX)

### DISC２
平成ライダーSIDE 全16曲
1. 仮面ライダークウガ!  (仮面ライダークウガ)
2. 仮面ライダーAGITO  (仮面ライダーアギト)
3. Alive A life  (仮面ライダー龍騎)
4. Justiφ's  (仮面ライダー555)
5. Round ZERO  (仮面ライダー剣)
6. 少年よ  (仮面ライダー響鬼)
7. NEXT LEVEL  (仮面ライダーカブト)
8. Climax Jump  (仮面ライダー電王)
9. Break the Chain  (仮面ライダーキバ)
10. Journey through the Decade   (仮面ライダーディケイド)
11. W-B-X ~W-Boiled Extreme~   (仮面ライダーW(ダブル))
12. Anything Goes!  (仮面ライダーオーズ/OOO)
13. Switch On!  ((仮面ライダーフォーゼ)
14. Life is SHOW TIME  (仮面ライダーウィザード)
15. JUST LIVE MORE  (仮面ライダー鎧武/ガイム)
16. SURPRISE-DRIVE  (仮面ライダードライブ)